# Епархија
Епархија, епископија, или народно владичанство (грч. ἐπαρχία, έπισκοπία), црквена је област која се налази под канонском управом једног епископа (епарха, или владике).
У Римокатоличкој цркви постоји бискупија.

## Древна црква
Некада су се границе епархија поклапале са административним границама провинција у Римском царству, а сједишта администрација једне и друге од ових установа биле у истом мјесту, као и мјесто боравка епископа.
Епархија је улазила у састав веће јединице — дијецезе, а у њеном саставу биле су мање јединице — номе. Таква структура и организација у 4. вијеку је прешла у црквену организацију која је до данас сачувана у оним православним црквама које се управљају по митрополитском систему (нпр. Румунска православна црква).

## Православна српска црква
Православна српска црква је епископална односно њена главна административна подјела је на епархије. На челу епархије се налази архијереј, који носи неко од звања: епископ, митрополит, архиепископ или патријарх.
Данас, у Православној српској цркви има 35 епархија и 5 митрополија. Постоји још аутономна Православна охридска архиепископија која се састоји из 1 митрополије и 6 епископија.

## Православна руска црква
У Православној руској цркви, епархија је мјесна црква на чијем челу се налази архијереј. Епархија обухвата сва епархијска тијела, намјесништва, парохије, манастире, подворја, духовне образовне установе, братства, сестринства и мисије.
Епархијски архијереј, на основу прејемства власти од светих апостола, предстојатељ је мјесне цркве, којом канонски управља заједно са клиром и мирјанима.
Границе епархија одређује Свети синод Руске православне цркве, а оне обично одговарају административно-територијалној подјели Руске Федерације.

## Православна румунска црква
Данас, унутар Православне румунске цркве је заступљен тзв. митрополитски систем, који је још једино присутан у Цариградској патријаршији и дијелу Православне руске цркве, а такође и у Римокатоличкој цркви.
Православна румунска црква је подијељена на бројне епископије, 10 архиепископија и 6 митрополија. Митрополије немају улогу као код осталих православних цркава, већ су својеврсни митрополитски окрузи, који имају своје синоде. Митрополија се састоји из епископија и архиепископија, а митрополит је уједно архиепископ оне архиепископије гдје се налази сједиште митрополије.